# Ferhadova mešita
Ferhadova mešita (bosensky Ferhadija džamija, turecky Ferhad Camii) se nachází v centrální části metropole Bosny a Hercegoviny, v Sarajevu. Vybudována byla v letech 1561–1562 z nařízení Ferhad-bega Vukoviće-Desisaliće, správce Bosny v době vzniku svatostánku. V současné době je chráněna jako kulturní památka.
Původ stavby je doložen z do kamene vytesaného nápisu v arabském jazyce, který je umístěn nad jejím vchodem. Existenci stavby zaznamenal také ve svých cestopisech turecký poutník Evlija Čelebi, který o ní napsal, že je pokrytá olovem. Mešita byla vybudována v době největšího ekonomického vzestupu Osmanské říše na území jihovýchodní Evropy.
V roce 1917 bylo olovo nahrazeno pozinkovaným plechem. Interiér mešity tvoří ornamentální malby původem z roku 1762, které byly roku 1878 přemalovány. Mešitu poničily požáry v letech 1879 a 1897. V letech 1964–1965 byl proveden podrobnější průzkum stavby, který odhalil celkem pět starších vrstev maleb pod současnou. Nejstarší ornamenty byly původem nejspíše z 16. století a podobají se mešitě Aladža ve Foči.